# パシフィック電鉄

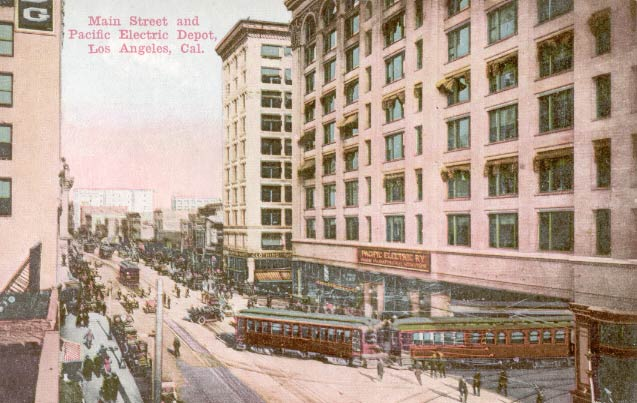
ロサンゼルスのダウンタウンにあったパシフィック・エレクトリックの駅（1910年）

路線図（interactive version）

パシフィック電鉄（Pacific Electric Railway、略称PE）はアメリカ合衆国、カリフォルニア州南部で電気鉄道とバス事業を展開していた企業。
全盛期の軌道延長1,700 km、路線延長800 kmで、その中には複々線区間も含まれる。1910年代から1920年代にかけては、「世界最大の電気鉄道」を自称した。インターアーバンの一種と区分されるが、通勤輸送での活躍や高密度の列車運行、路線建設と住宅開発を並行して行うなど、アメリカの電鉄会社の中では異色の存在で、その形態は日本の大手私鉄によく似ている。
パシフィック電鉄の路線網の建設は1890年代に始まり、旅客営業は1961年まで続けられた。

## 歴史

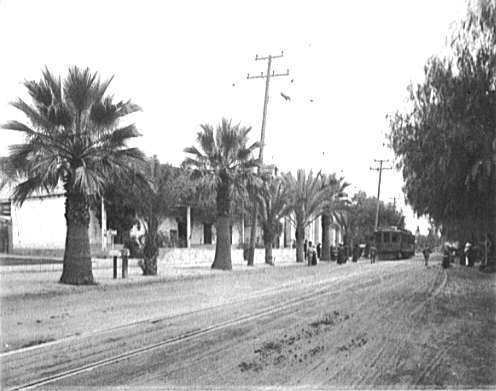
1905年サンガブリエル付近のパシフィック・エレクトリック

### 大合併
ロサンゼルス都市圏全域をカバーする電鉄会社としてのパシフィック電鉄は、1911年の大合併により成立した。この時合併した会社は以下の8社である。
- （旧）パシフィック電鉄
- ロサンゼルス・インターアーバン鉄道
- ロサンゼルス・パシフィック鉄道
- ロサンゼルス・レドンド鉄道
- サンバナディーノ・バレー電鉄
- サン・バナディーノ・インターアーバン
- レッドランド・セントラル
- リバーサイド・アーリントン鉄道

このうち、1901年に設立された（旧）パシフィック電鉄やロサンゼルス・インターアーバン鉄道は、ヘンリー・ハンティントンという人物が設立した路線で、合併後の会社の路線の中核を担うことになった。ヘンリー・ハンティントンは、サザン・パシフィック鉄道の創設者の一人であるコリス・ハンティントンの甥で、カリフォルニア各地で電気鉄道の経営を行っていた。（旧）パシフィック電鉄やロサンゼルス・インターアーバン鉄道は、ハンティントンの南カリフォルニアにおける地域開発の思想が反映されたものと言われているが、大合併時までにこれらの会社はハンティントンの手を離れ、サザン・パシフィック鉄道の支配下に入っていた。
また、ロサンゼルス・パシフィック鉄道はハリウッドやサンタモニカ海岸を結んだ電鉄会社で、ロサンゼルス・レドンド鉄道は南西のレドンド海岸を結ぶ蒸気鉄道を電化した路線であった。いずれも狭軌 (1067mm) 路線として建設されたため、買収後に改軌が行われている。
大合併時、パシフィック電鉄の路線網はほぼ完成していた。その後の主な建設工事は、ロサンゼルス地区とサンバナディーノ地区の路線の空白を埋めることを目的としたもので、1915年に完成している。

### 繁栄期の問題
パシフィック電鉄は1920年代前半に最盛期を迎え、1912年に約7,000万人であった輸送客数は、1924年には1億900万人となった。その後は減少に転じ、1929年には8,800万人となるものの、他のインターアーバン路線と比べると、その減少の度合いは比較的少なかった。
しかし、ロサンゼルス郡の人口が1910年の50万人から1930年の220万人まで4倍に増加したことを踏まえると、この業績は不十分なものであった。ロサンゼルス近辺をカバーしていたサザン・パシフィック鉄道は、パシフィック電鉄と連携輸送体制を深める代わりに自社の近郊旅客輸送を廃止したため、ロサンゼルス郡内の郊外への通勤輸送はパシフィック電鉄の独占状態にあったが、路線の高規格化が進まなかったことからその役割を十分に果たしたとは言いがたかった。
高規格化が遅れた背景には、ロサンゼルス都市圏での公共交通整備に際して市民の合意を得られにくかったことが関係している。東部の都市で盛んに行われていた補助金による新線建設は反対により行えず、高額な運賃に不満を持つ市民も多かった。沿線自治体の中には、パシフィック電鉄と袂を分かって独自にバス運行を行う所も現れた。自家用車が台頭する中、会社はバス路線の拡充を行い、利用客の繋ぎとめを図った（バス輸送を含む1930年の輸送客数は1億人を維持している）が、部分的な成功を収めるに過ぎなかった。

### 衰退
大恐慌はパシフィック電鉄の旅客輸送に大きな影響を与えた。鉄道による旅客輸送数は激減し、会社は経営の効率化を迫られた。

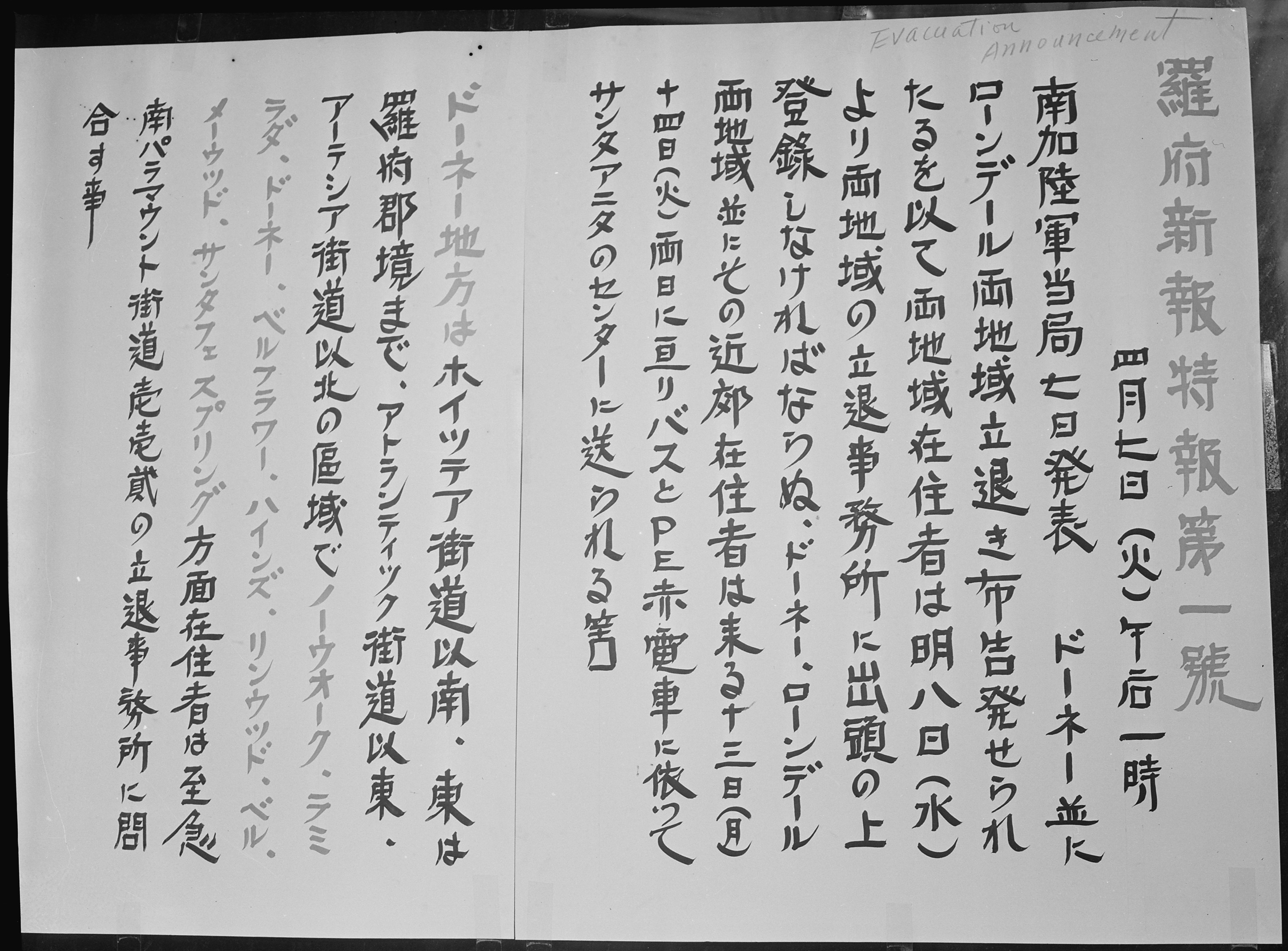
日系人の強制収容を報じる1942年4月7日付羅府新報特報。中央付近に「PE(=Pacific Electric)赤電車」の記述がある

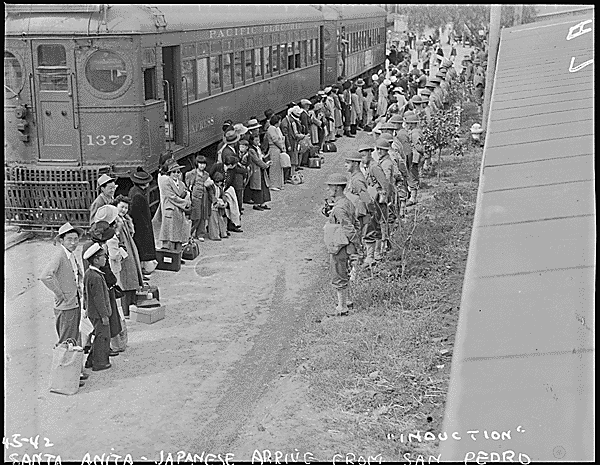
1942年4月5日、日系人の強制収容時のパシフィック電鉄

効率化の手段として会社が注目したのはバスであった。当時、バスの車体は徐々に大型化し、信頼性も高まっていた。人件費の面においても、連結運転の場合でも運転士に加えて各車両に車掌を乗務させる必要があった電車と、ワンマン運行のバスでは大差がなかった。このため、パサデナ、ロングビーチなどの市内路線、サンバナディーノ近辺のローカル路線を手始めに路線のバス化が進められていった。効率化計画には、ロサンゼルス市内の路線をニューヨーク地下鉄やシカゴ高架鉄道の路線の水準まで高め、基幹路線を高速鉄道として存続させるという計画も含まれていたが、何度も計画が立てられたにもかかわらず実行に移されることはなく、路線の廃止が進められた。
1930年代末から1940年代にかけては、サンバナディーノ近辺の路線を中心とした大規模な路線の廃止が行われ、車両の大量廃車も進められた。1941年以降はサンペドロにある造船所の工員輸送などを中心とした戦時輸送に対応するために、オークランドのサザン・パシフィック鉄道の近郊電車線の車両を導入し、輸送力強化を図ったが、一時期増加した利用客も戦争終結とともに鉄道から離れていった。
ロサンゼルスのフリーウェイの全容が固まった1950年前後に、第二期の大規模な路線廃止が行われた。複々線区間を含むパサデナへの路線、サンタモニカ海岸への路線など、ロングビーチに向かう路線以外の主要な路線はこの時期に廃止された。

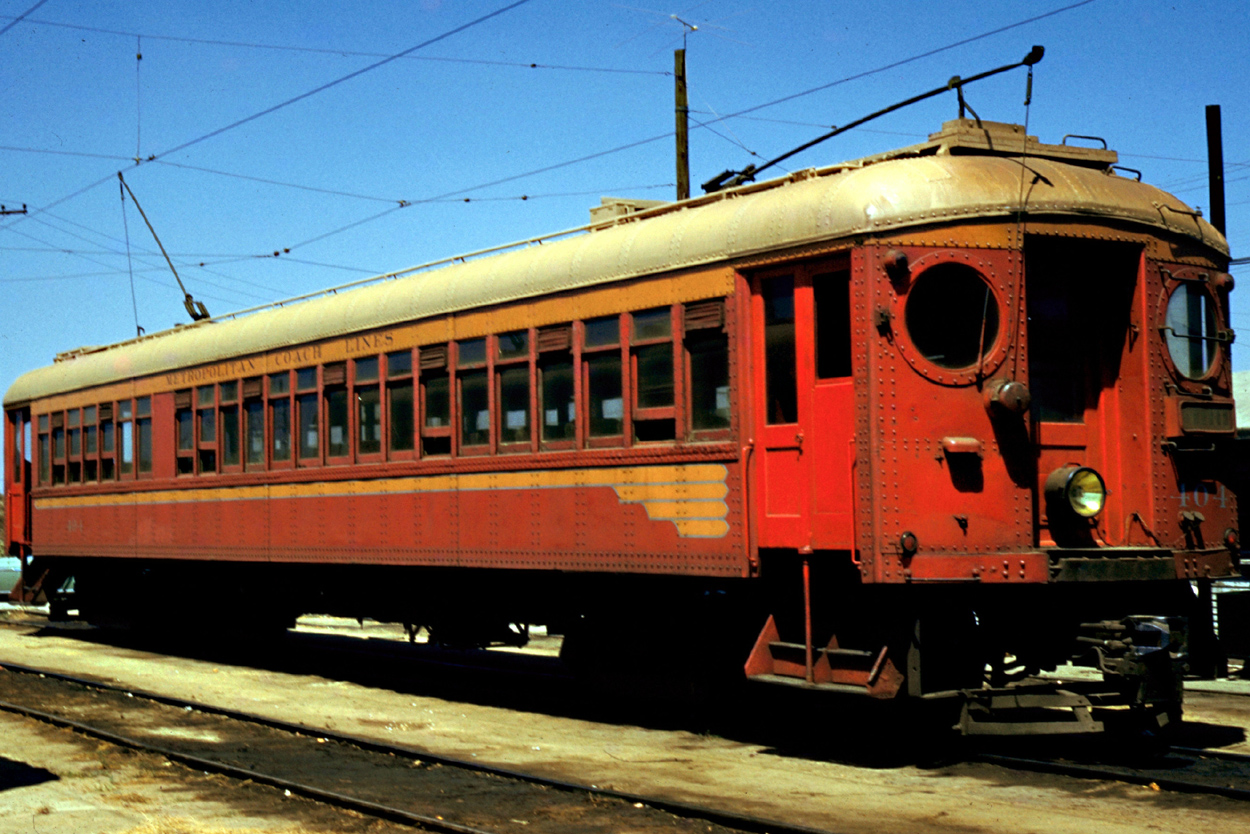
メトロポリタン・コーチ・ラインズ時代のBig Red Car。前面形状から「owl（フクロウ）と呼ばれた（1955年・ロサンゼルス）

この後、会社はバス化を前提として1953年、メトロポリタン・コーチ・ラインズに旅客列車運行権を売却する。メトロポリタン・コーチ・ラインズはハリウッドに向かう路線廃止を行ったが、フリーウェイ整備が進まなかった南部への路線は廃止しなかった。
パシフィック電鉄の残存する旅客サービスを完全に廃止させたのは、ロサンゼルス都市圏交通局である。交通局は1958年に結成され、メトロポリタン・コーチラインズの他ロサンゼルスの路面電車とバスを運営するロサンゼルス・トランジット・ラインを買収した。パシフィック電鉄の残存路線についてはモノレールを用いた高規格化を試み、累積赤字と高規格化の前段階であることを理由に最後まで残ったロングビーチ線を1961年に廃止した。しかし、交通局の計画したモノレールは、過去の高速鉄道計画と同様に住民の反対に遭い、実現しなかった。
市内電車を運行し、一部で三線軌条を利用することで路線を部分的に共用していた3フィート6インチ軌間のロサンゼルス鉄道も1963年までにバス転換され、ロサンゼルス市内の軌道系交通機関は皆無となった。路線ネットワークが再び整備され始めるのは、1980年代に計画され1990年に開業したロサンゼルス・メトロブルーラインまで、実に30年近い歳月を要することになる。

## 設備

### 路線

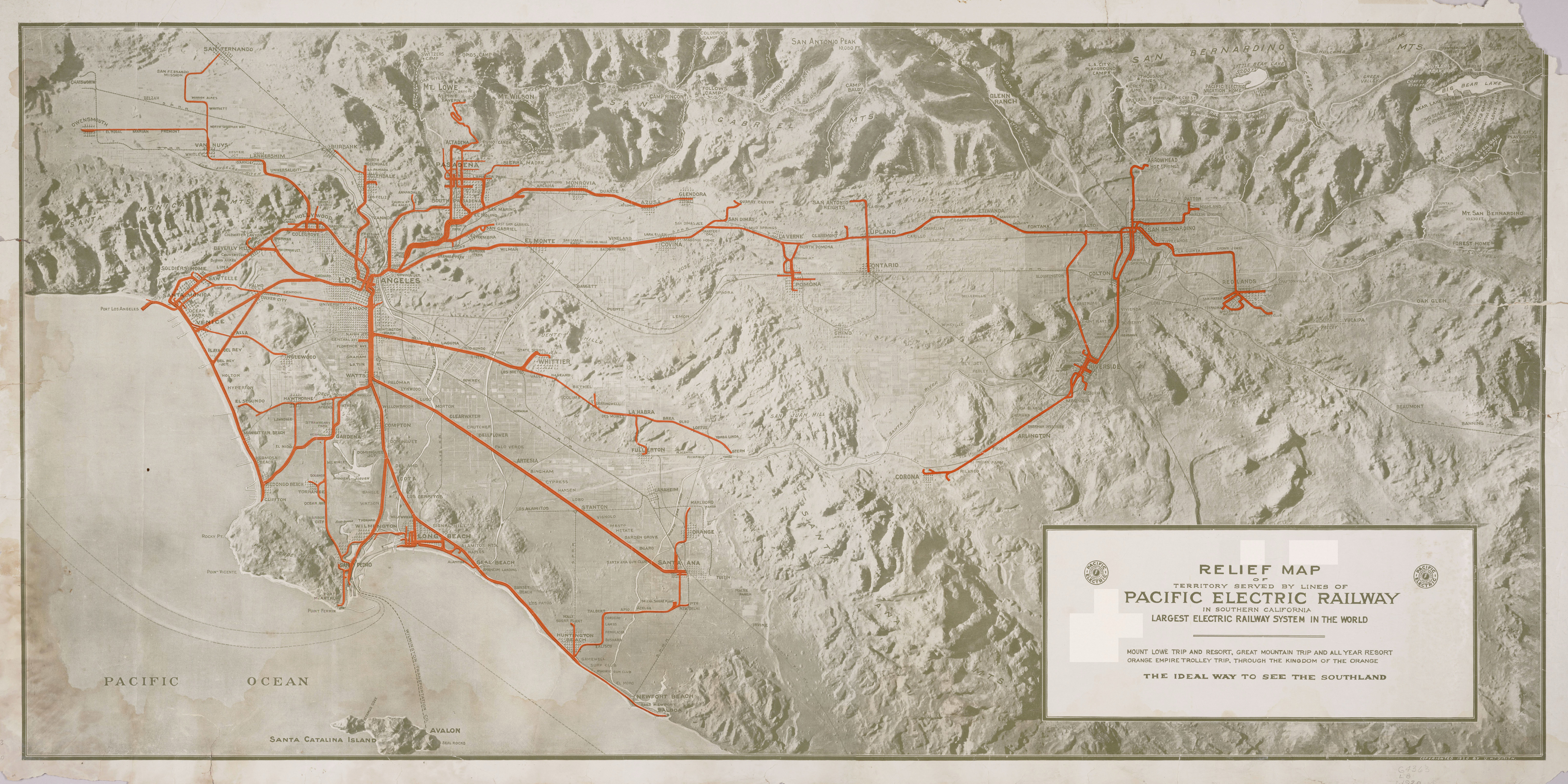
パシフィック電鉄路線図（1920年）

パシフィック電鉄の路線は、北部、南部、西部の3つに分けられた。それぞれの地域の主要路線は以下の通りである。
- 北部地区（東部地区と通常呼ばれている地区も含む）

パサデナショートライン、サンバナディーノライン
- 南部地区

ロングビーチライン、サンタアナライン、サンペドロライン、ホイッティアーライン、ニューポートビーチライン
- 西部地区

サンタモニカライン、ベニスショートライン、サンタモニカエアライン

### 車両

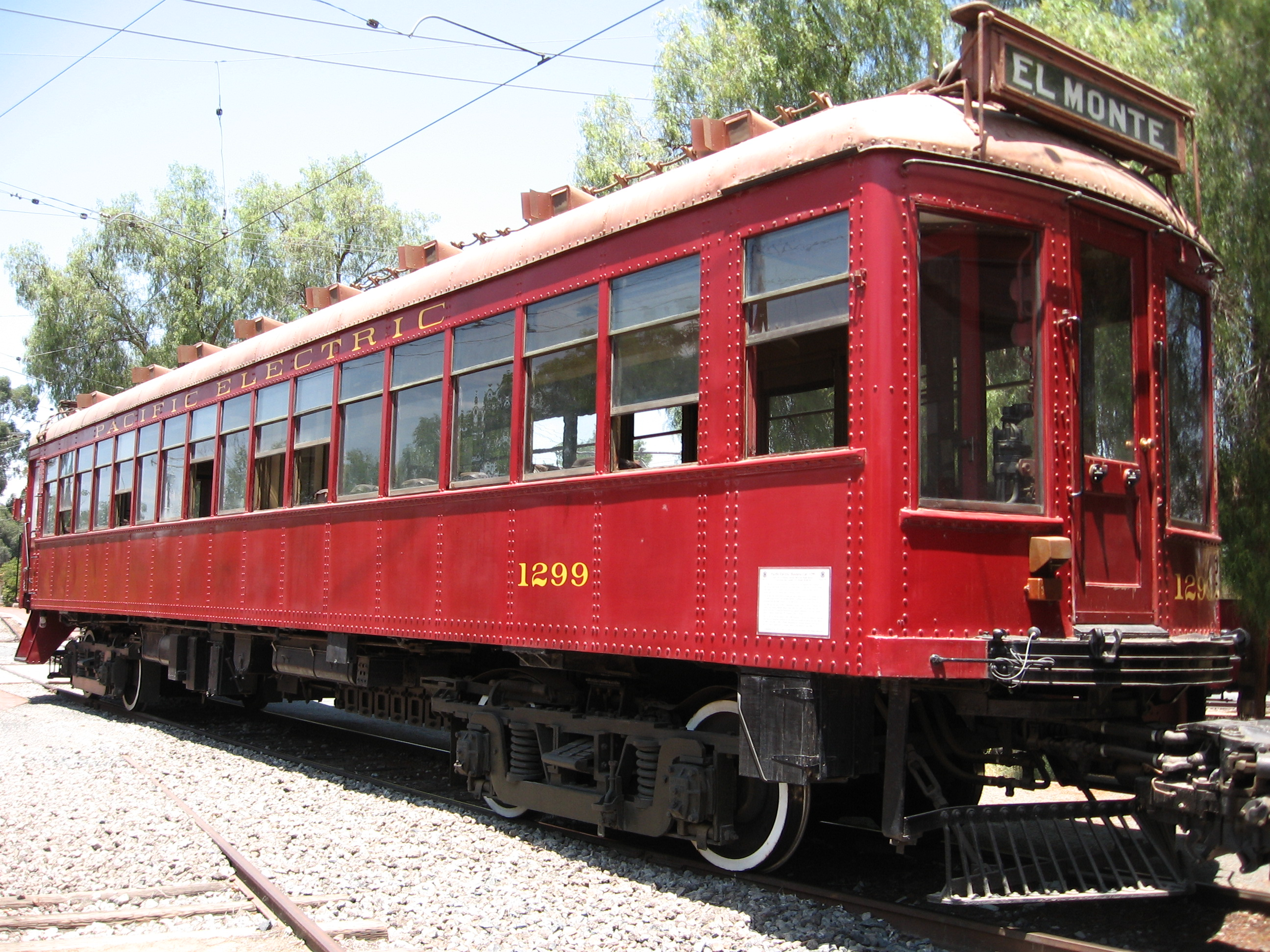
1299号車「Business Car」

車種は電車、電気機関車、ディーゼル機関車、貨車、電動貨車、事業用車等、極めて多岐に渡る。電車はPCCカーの5000形（5000クラス）を除き全て釣り掛け駆動であった。また、電車、電気機関車は最後まで全てトロリーポール集電であったほか、ディーゼル機関車もトロリーコンタクターを使用していた信号やポイントを動作させるためトロリーポールを装備していた。
電車は正式な形式とは別に現場通称ともいうべき略称を持っていた。これは形式の上2桁で呼ぶ場合と、主に運用された地区名称で呼ぶ場合、車両の特徴で呼ぶ場合とがあるが、主力をなした1200クラス等は増備時期によって "ロングビーチトゥエルヴ" などと地名を併せて呼称することもあった。
車両の更新、置き換えは頻繁に行われていた。初期の木造高床車には窓ガラスのない客室区画が存在していたが、そういった車両の多くは1920年代に鋼製低床車に置き換えられ廃車となり、残った車両には大改装が施されている。鋼製車に関してもワンマン運転への対応やサービス向上を目的としたバケットシート取り付けなどの近代化改装が施されている。営業期間の車両の総計は1000両を超えるが、大合併時に狭軌車両の名義のみの編入が行われており、さらにこういった車両の置き換えが行われていることから、一時点での運用車両数は最大でも300～500両程度で、1000両弱を運用していたロサンゼルス鉄道 (LARy) や、同時期の最大の路面電車運行都市で3500両の車両を運用していたあったシカゴのシカゴ・サーフェス・ラインなどに比べると、その規模はそれほど大きいものではなかった。
以下、電車の代表的なものを列記する。括弧内は略称である。
- 木造高床車
  - 200クラス
  - 500クラス（ファイヴ）
  - 800クラス（エイト）
  - 950クラス（ヴェニスカー）
  - 1001クラス（テン）

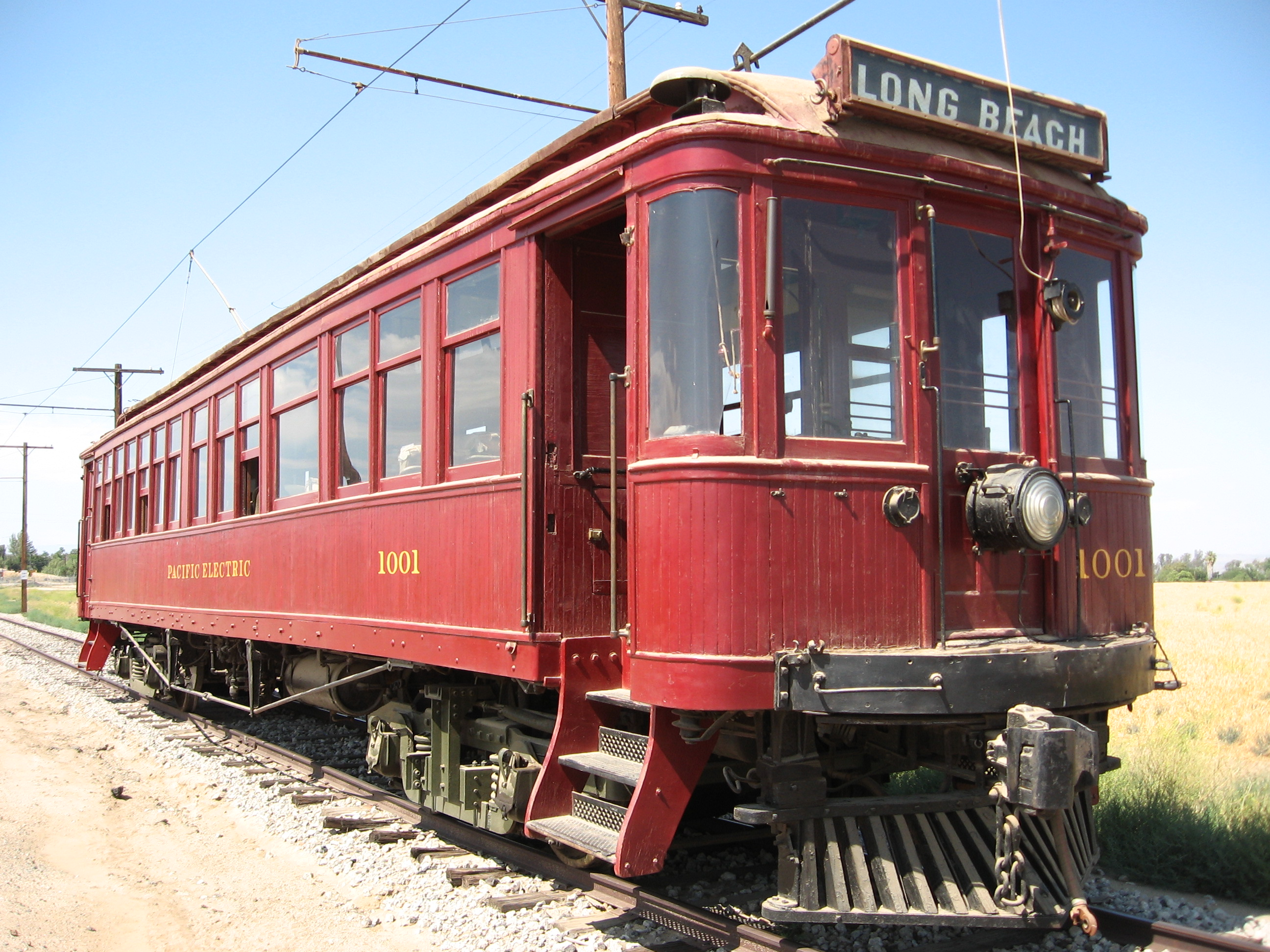
1001クラス

- 鋼製高床車
  - 1100クラス（イレヴン）
  - 1200クラス（トゥエルヴ）
  - 4500・4600クラス→300・400クラス（ブリンプ）
- 鋼製低床車
  - 600クラス→5050クラス（ハリウッドカー）
  - 5000クラス（PCCカー）

これらはその総数に比して現存するものは少ない。これは路線廃止による大量廃車がなされた1950年前後、朝鮮戦争勃発などからスクラップ価格が高騰しており、二次利用されることなくスクラップとして一括売却されたことが挙げられる。
とりわけ、編入車を含め約70両が在籍し、1920～40年代のPEの主力を務めた鋼製車1200クラスは、ビジネスカーこと1299号車等の例外を除きほぼ全滅してしまった。
現存するものは、殆どが末期まで残留したものや、木造車ばかりである。

## その他

### 陰謀説とパシフィック電鉄
パシフィック電鉄にまつわる非常に有名な話としてスネルの陰謀説がある。
これは「自動車の販売促進を狙うゼネラルモーターズや石油企業が、パシフィック電鉄を買収、バス化を行った」という内容で、ブラッドフォード・スネルという人物が、アメリカ連邦議会に告発書を提出、公聴会で実際にこの件をめぐっての審議が行われた。また、同様の議論が研究者やジャーナリストによって何度か行われた。

#### スネル報告書とその評価
スネルの陰謀説は、日本においても「アメリカの路面電車は自動車会社が潰した」という形で広く伝わっている。しかし、この話をそのまま事実として受け止めることには問題がある。
まず、スネルの報告書（邦訳『クルマが鉄道を滅ぼした』）は誤りの多い本である。スネルはパシフィック電鉄の批判に当たって、"The Electric Interurban Railways in America" という本を参考にし、そこから「（GM支配下の）バス会社による電鉄会社の買収」の証拠を見出したとしているが、引用の過程においてシカゴ郊外の都市鉄道とワシントン州の地方鉄道を取り違えるなどの初歩的なミスが多く、彼がこの本から見出したと言うという事実はそういったミスの中から生まれた虚構に過ぎなかった。
また、文中に述べられたパシフィック電鉄の路線の一部がGM子会社のバス会社であるパシフィック・コーチ・ラインズに譲渡されたのは事実であったが、彼はその事実を正確に理解していなかった。パシフィック電鉄がこの会社に譲渡した路線は、ロサンゼルス北方の町グレンデールの市内路線の数kmで、もともと蒸気鉄道路線との連絡線として建設されたものを旅客営業に用いたものであったが、運行本数、利用客数ともに少ない盲腸路線に過ぎなかった。この路線の廃止時に、バス路線の運行効率化を図るために、バスを自社の直営とせずこの地域でバス事業を営んでいたパシフィック・コーチ・ラインズに譲渡したというのが真相であったのだが、スネルはこれを自動車会社を後ろ盾とした大規模な陰謀と誤解していたのである。
スネルの告発を検討する公聴会においては、"The Electric Interurban Railways in America" の著者であるUCLAのジョージ・ヒルトン教授が発言したが、ヒルトン教授は発言の中で、スネルの報告書を事実をあまりにも単純化しすぎていると批判した。

#### GMのバス事業への進出と電鉄産業
スネルの報告書が不正確なものであることはこのように証明されているのだが、彼の報告が不正確であったとしても、実際には別の形で陰謀が進められていた可能性はある。1935年にゼネラルモーターズがバス運行を行う子会社であるナショナル・シティ・ラインズを設立したのは事実（ただし、GMや関連石油会社はこの会社の大株主であっても、安定支配できるだけの持ち株を有していなかったという説もあり、ナショナルシティラインズへのGMの影響力がどれほどであったのかについては不明）であるし、この会社は全米の複数の都市の路面電車路線を買収し、バスに置き換えている。この会社は一時期ロサンゼルスの路面電車運行会社、ロサンゼルス・トランジット・ラインズの大株主でもあった。
ナショナル・シティ・ラインズが買収を行った路面電車路線は、人口数万から数十万人の小規模な都市のものが殆どで、1910年代の半ばには競争力を失っていたような路線であった。この時期に買収が行われたのは、1935年公益事業法で内部補助を伴う電力会社と路面電車会社の兼業が禁止され、電力会社による中小路面電車会社の支配体制が解体され、路面電車会社が新たな支配者を求めたからであった。ナショナル・シティ・ラインズの買収に関係なく、路面電車を廃止してバスに置き換える電鉄会社は多く、当時、「～エレクトリック・レイルウェイ」を名乗るバス専業の会社が無数に存在していたと言われている。
ナショナル・シティ・ラインズはフィラデルフィアやロサンゼルスの路面電車会社の株式を保有していたが、その支配力を用いて路面電車の廃止を行ったわけでもなかった。ロサンゼルスの路面電車はナショナル・シティ・ラインズによる支配中も存続を続け、残存路線はロサンゼルス都市圏交通局が全廃していた。フィラデルフィアの路面電車に至っては現在でも運行を続けている。無論、路線の削減は行われていたが、そのペースは他都市と変わらなかった。
利用者の自家用車への移行を促すため、ナショナル・シティ・ラインズの運行したバスのサービスの品質は故意に低く保たれたという言説も存在するが、その立証は難しい。パシフィック・コーチ・ラインズがパサデナ市内でパシフィック電鉄に代わってバス運行を行った際、ロサンゼルス - パサデナ間の電車の切符を持つ乗客への無料の乗り継ぎサービスはそのまま継続された。ナショナル・シティ・ラインズが支配したロサンゼルス・トランジット・ラインズでは、乗客誘致の為に、ショッピングセンター乗り入れ路線で、買い物客を対象にした運賃の割引を行っていた。こうしたサービスは、日本では先進的とされる事業者が近年実験的に取り入れるようになったサービスである。
ゼネラルモーターズはナショナル・シティ・ラインズの件で1950年代に独占禁止法で有罪判決を受けたが、それは、交通事業を営む子会社を設立することで、バス製造の独占を図ろうとしている件に関してであった。ゼネラルモーターズの公共交通への関与は全く否定できないものの、乗用車の販売を促進するためというよりは、自社で製造するバスの安定した販路を求めるために行ったものであると考えるのが妥当であり、この判決も、社会経済に大変動をもたらす陰謀に対するものというよりは、不公正な商取引を咎めたという類のものにすぎなかった。判決における少額の罰金をスネルは「名目ばかりの寛大な」と表現したが、判決によってゼネラルモーターズの公共交通運営は大幅に制限され、独占禁止法に対する判決としては決して寛大なものではなかった。実際、ナショナル・シティ・ラインズはこの時期を境に路線の展開を止めてしまっている。
また、ナショナル・シティ・ラインズは、公民権運動さなかのアラバマ州モンゴメリーのバスを運営していた事業者で、バス・ボイコットの一方の当事者でもあり（ローザ・パークスの項を参照）、スネルが報告書を提出した1970年代までに、その企業イメージが相当低下していた事が予想される。スネルの報告が受け入れられた背景に、こういった要素があることも考える必要があるであろう。

#### 関連事項
- 一連の議論は、その一部が日本にも伝えられた。スネルの報告書のみが翻訳されたため、『アメリカの自動車社会の成立には、自動車会社の都市鉄道撤去の戦略が大きく影響している』という誤解のもとになっている。

- 都市伝説や陰謀論の1つの事例として取り上げられる事も多い。

- 自動車会社の陰謀によりロサンゼルスの電気鉄道網が撤去されたと言う話題は、漫画『ゴルゴ13』や映画『ロジャー・ラビット』にも出てくる。

### パシフィック電鉄と日本の私鉄
パシフィック電鉄は、通勤輸送の比重が大きく、路線の建設に伴い、郊外の開発が進んだという点で、他のアメリカのインターアーバンとは一線を画す存在である。これはアメリカの市街電車にはよく見られた特徴であるが、専用軌道主体で比較的高速の輸送を行った会社は他にはなく、アメリカの他地域の電気鉄道よりは日本の電化私鉄のほうによく似ていた。
パシフィック電鉄と日本の私鉄が類似するようになったのは、電気鉄道技術の発展にあわせて人口増加が進んだ事、地域内の幹線鉄道であるサザン・パシフィック鉄道の子会社であった事から他路線との住み分けが行えた事などにあるが、日本の初期の電鉄技術者・経営者の一部は路線建設にあたってパシフィック電鉄の視察を行っており、直接の影響を受ける側面もあった。
阪急電鉄、東京急行電鉄等は、鉄道延伸と宅地開発を並行して行うPE・ハンティントンの手法を創業期から積極的に取り入れ、成功した事例といえる。しかし、本家であるところのPEの沿線開発によるベッドタウンは、当初の中産階級住民がフリーウェイ網の拡大と共に、郊外のより広大な住宅に移り、代わって沿線は有色人種を中心とした“クルマも持てない”所得の低い住民の住む街となっていった。さらに、PE（最終期にはLAMTAロサンゼルス市交通営団に買収）路線廃止数年後かつてのロングビーチ線沿線でワッツ暴動が発生。この背景には、鉄道廃止により整備された公共交通を欠いた地域となったことへの市民の不満も一因であるとされる。この暴動と前後し、沿線のうちサンフェルナンド渓谷、サウス・セントラル周辺は全米有数の凶悪犯罪が多発するスラム化した地域となっていった（なお、ハリウッドやサンマリノといった全米有数の高級住宅地もPE沿線で、PEの建設に伴って開発された住宅地であり、沿線がすべてスラム化したというわけではない）。現在旧PE路線網をなぞるように整備が進むロサンゼルス郡都市圏交通局（通称ロサンゼルス・メトロ、略称LACMTA。LAMTAの後身）のライトレール路線網は、公共交通整備によるスラムクリアランスの意味合いが強いといわれ、実際自家用車を保有する層がこうした公共交通へと転移することは殆ど無い。このことを考えると、デベロッパーとしてのPEの手法は、本家たるロサンゼルスでは定着することなく終わり、むしろその密集度から移動手段を完全に自家用車に依存することが不可能な、日本の首都圏や京阪神地域等で定着を見たといえなくもない。
一方、日本では現在においてもPEを源流とする部分を垣間見ることができる。たとえば京浜急行電鉄の様な赤系統の電車車体色、名古屋鉄道や伊勢電気鉄道が採用したローマン書体の車両番号や電気機関車車体色等に影響が及んでいるといわれるほか、関東バスの車体色はパシフィック電鉄のバス車体色をほぼそのまま模している。但し地色は関東バスの白に対しパシフィック電鉄のそれは銀であった（1950年代初頭には関東バスも地を銀塗装としていた）。またロゴも類似した形状である。企業イメージをリードする車体塗装からも、初期の電気鉄道・バス事業者にとってPEはある種の規範として、常に脳裏に刻み込まれていたことがうかがえる。

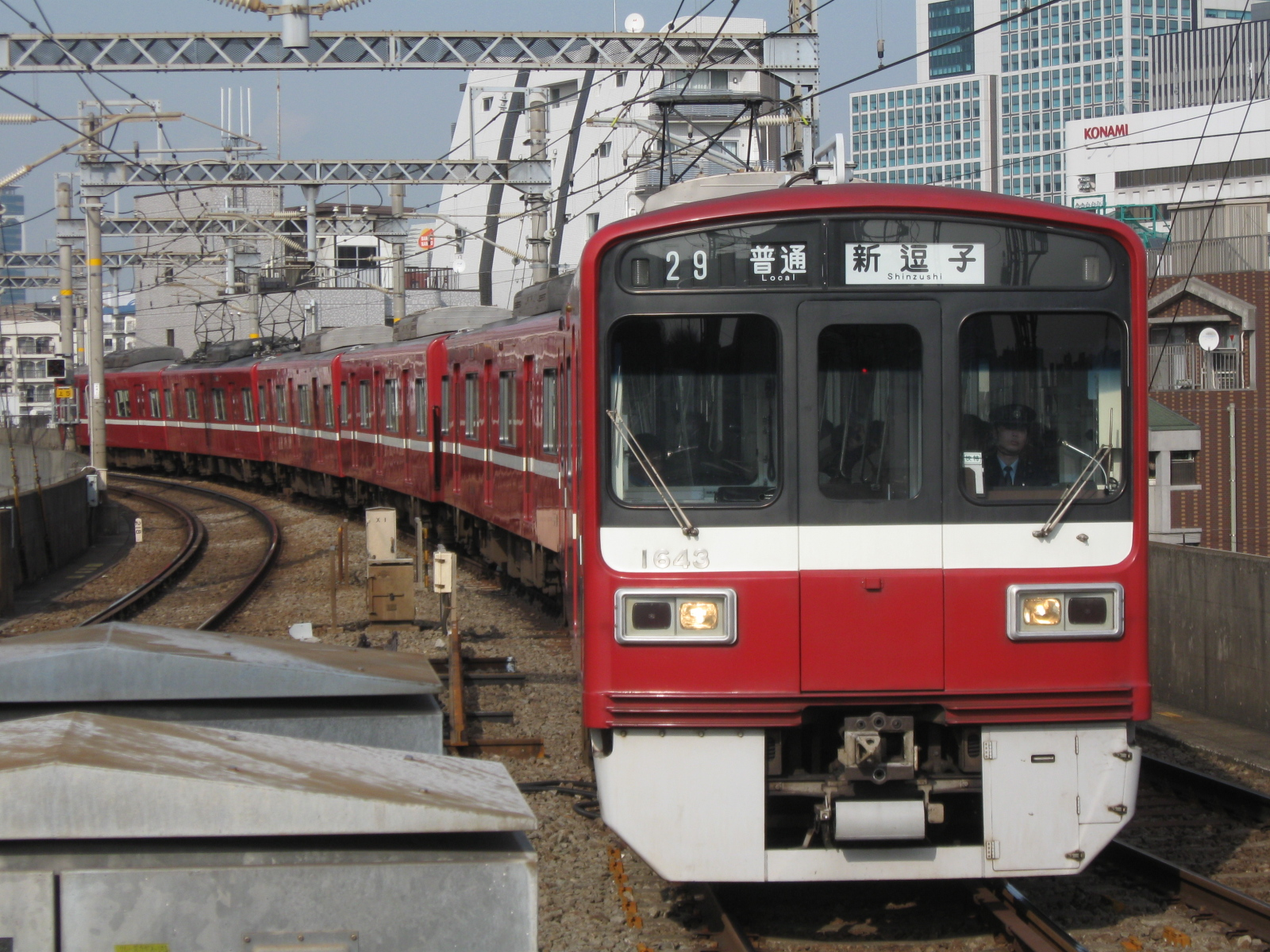
京急の電車の車体色はパシフィック電鉄を範として赤が基調
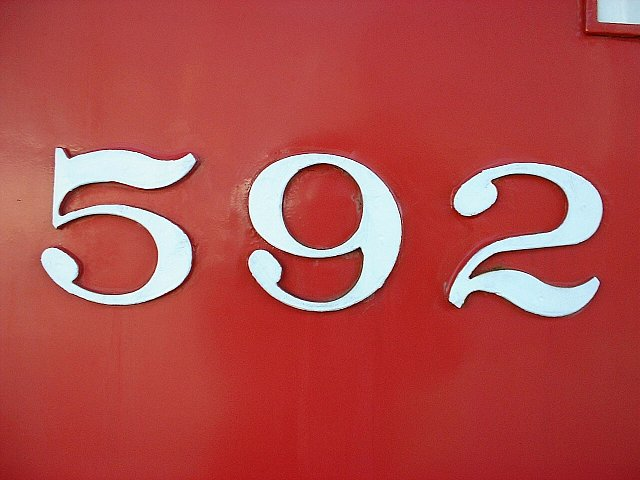
名鉄のローマン書体の車番
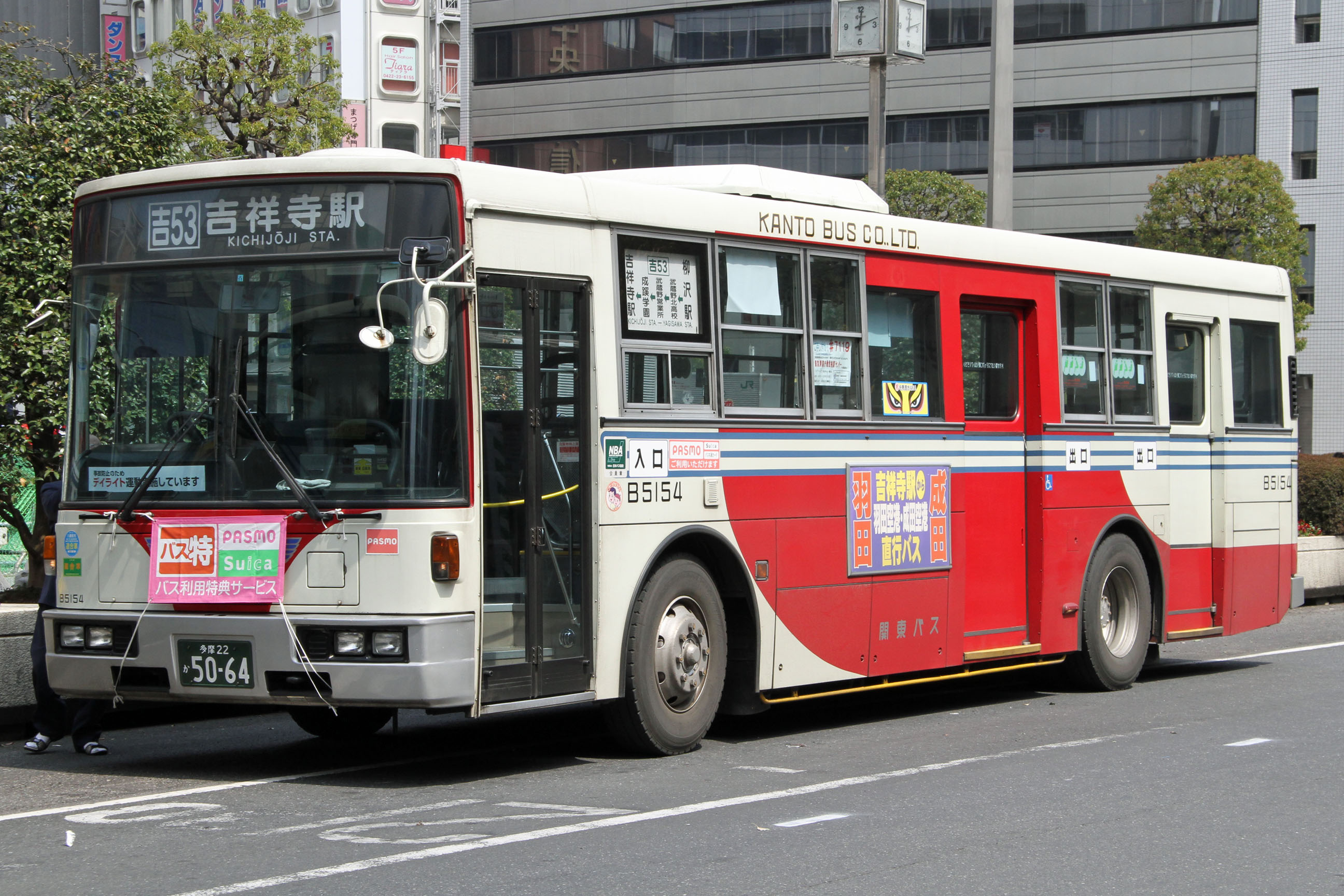
関東バスの車両。パシフィック電鉄のバス車体色をそのまま採用

### 保存車と塗装復元車

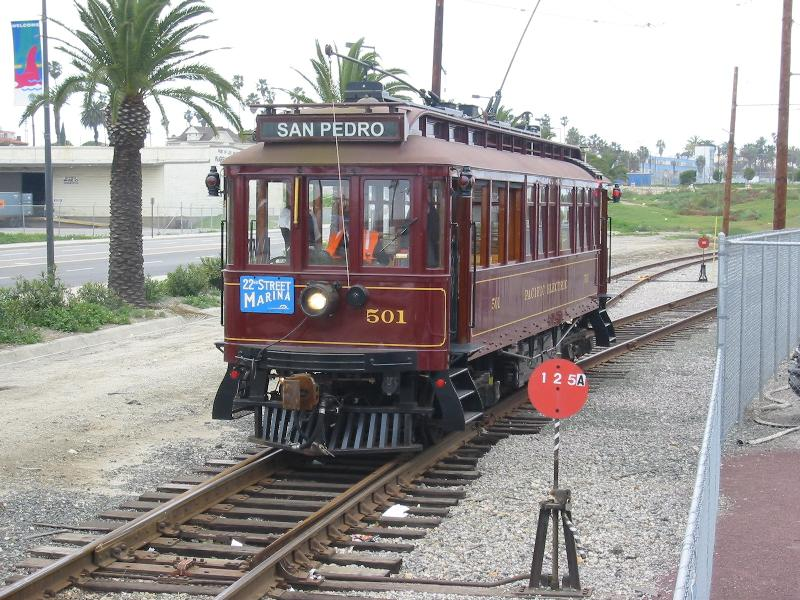
復元された501号車(サン・ペドロ)

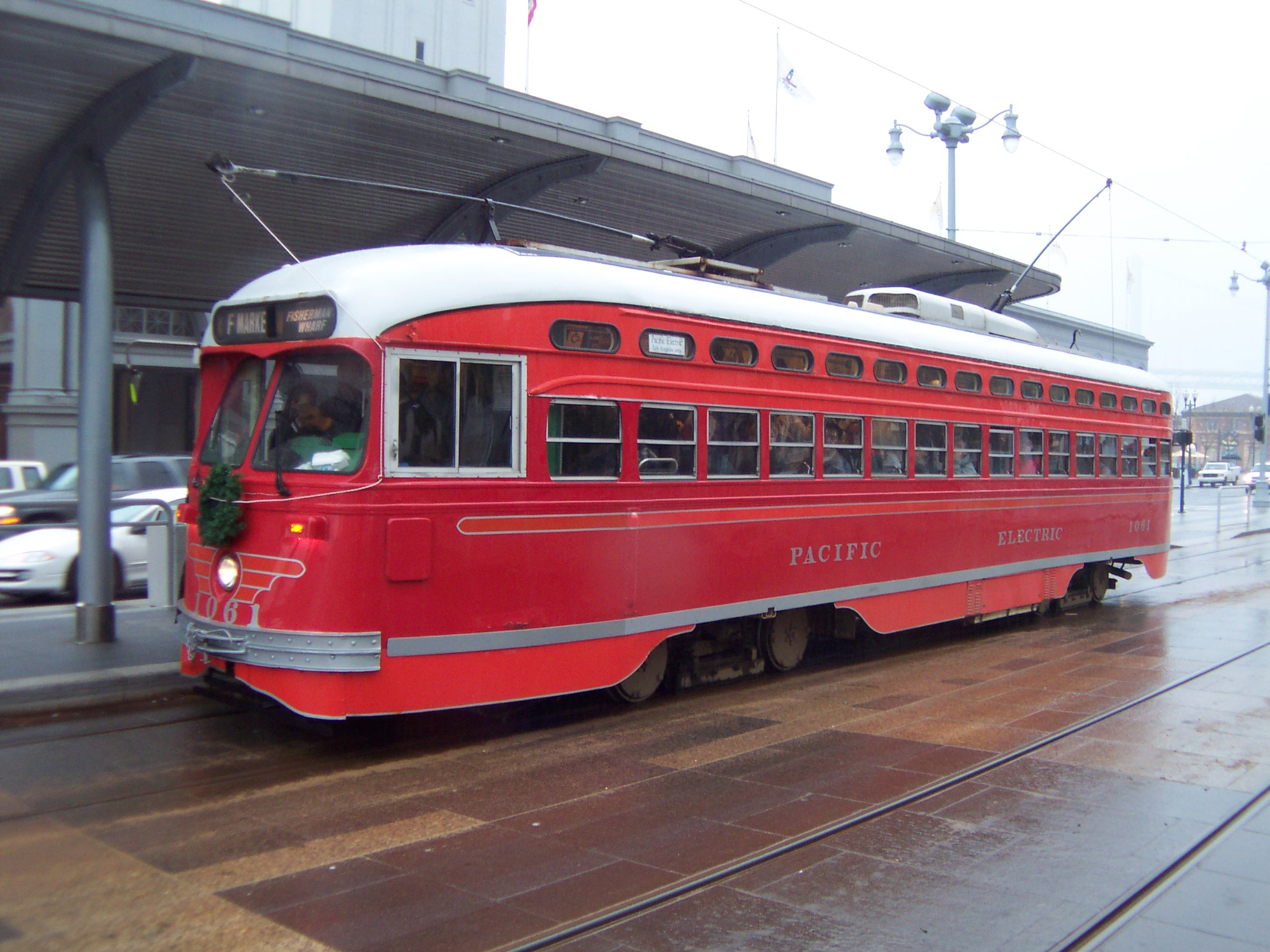
サンフランシスコ市営鉄道Fラインの1061号車。パシフィック電鉄のPCCカーを再現したもので、パシフィック電鉄の塗装に似せて塗られている。

サン・ペドロの海岸沿いには500クラス及び1001クラスが観光用に定期運行される "Waterfront Red Car Line" が存在する。500クラスは古い図面や後述の "Orange Empire Railway Museum" に保存されている（荒廃が著しい）車体を元に、船舶工場で木造車体を完全新造したレプリカであり、500・501の2両が在籍している。また、1001クラスは個人篤志家が950クラスの車体を購入し、1001クラスと同一スタイルに改造のうえ、1001クラス末尾1057の次番“1058”を名乗らせたものがその出自で、やはり完全なオリジナルではない。1001クラスは以前、特殊なゴムタイヤ台車とガソリンエンジンを装備してイベント時に道路上を走行する、いわば“バス”となっていたもので、Waterfront Red Car Line の開業に向けて線路を走る本来の電車に復元したものである。なお、復元前には映画『ロジャー・ラビット』に一瞬のみではあるが出演したこともある。
台車はいずれもオリジナルとは異なり、500クラスはACFテーラー、1001クラスは山陽電鉄より寄贈された日本製ボールドウィン系台車を使用しているほか、いずれの車輌ともトロリーバス用ポール、LAMTAレッドライン車両と共通品のコンプレッサー、本来鉱山機関車用の汎用モジュールスイッチを使用した主制御器を搭載するなど、単なる保存鉄道とは異なる、現代において安定して通常運行させるための工夫が随所に見られる。
この他、"Orange Empire Railway　Museum" には、動態の300・400クラスをはじめ、1960年代以降も各地に残存したパシフィック電鉄の保存車が多数収容されている。その状態は車内外、足回りとも完全な状態のものから、もはや崩壊寸前の木造車体まで様々である。 
旧PEロングビーチ線を事実上復活させたロサンゼルス・メトロブルーラインのLRV、及びサンフランシスコ市営鉄道のFラインを走るPCCカーには、パシフィック電鉄の塗装を模した車輌が存在する。ブルーラインのそれは、前面中央部に丸い前照灯を増設しているほか、車内も往年のPEの色にあわせた仕様となっている。サンフランシスコのそれは、フィラデルフィアSEPTAの中古車をかつての米国各都市の塗装としたうちのひとつで、厳密には実際の色調と若干異なるといわれる。 

## 登場作品
- L.A.ノワール

2011年発売のコンピュータゲームソフト。1947年のロサンゼルスが舞台であり、市中の街路をPCCカー（5000クラス）が縦横に走っている。プレイヤーは利用することができない。作中ではトロリーコンタクター動作用のトロリーポールを備えたボールドウィン製のL型ディーゼル機関車も見ることができる。